# Jakub Runicki
Jakub Runicki (ur. 21 lipca 1878 w Rosenbarku, zm. 15 marca 1945) – polski filolog klasyczny, pedagog.

## Życiorys
Nosił nazwisko rodzinne Wszołek. Ukończył studia humanistyczne na Uniwersytecie Jagiellońskim. Był cenionym nauczycielem łaciny i greki, a także zastępcą dyrektora Państwowego Gimnazjum i Liceum im. Króla Stanisława Leszczyńskiego w Jaśle, zastępując w latach 1915-1916 dyrektora Kazimierza Midowicza powołanego do wojska
. Pracował nad przekładami wierszy Horacego (niepublikowane). Napisał też pieśń ku czci św. Andrzeja Boboli. Zgromadził księgozbiór, rozproszony podczas wysiedlania Jasła w czasie II wojny światowej. Złe warunki na wysiedleniu przyczyniły się do jego śmierci w marcu 1945. Został pochowany na Starym Cmentarzu w Jaśle przy ul Zielonej.